# Cannone da 90/53 Modello 1939
A Cannone da 90/53 egy olasz tervezésű löveg volt, egyike a kor legjobb légvédelmi lövegének, melyet a második világháború alatt alkalmaztak. Légvédelmi lövegként és páncéltörő lövegként is használták. A 90/53 jelölés a következőképpen értendő: a löveg űrmérete 90 milliméter, lövegcsöve pedig 53 űrmérethosszúságú volt.

## Történet
A 90/53 löveget az Ansaldo tervezte, az első példányokat 1939-ben gyártották. Eredetileg három változatban tervezték gyártani a löveget:
- Modello 41P - telepített változat, 1087 darabot rendeltek
- Modello 41C - vontatott változat, 660 darabot rendeltek
- Autocannoni de 90/53 - nehéz teherautókra telepített változat, 57 darabot rendeltek.

Mivel az olasz ipar nem volt képes legyártani a kívánt mennyiséget, így a gyártás 1943 júliusi leállásáig 539 darab löveget szállítottak le, melyből 48 darabot a Semovente 90/53 nehéz páncélvadász járműbe építettek be.
Miután Olaszország átállt a szövetségesek oldalára, sok löveg került a németek kezére, ahol 9 cm Flugzeugabwehrkanone 41(i) vagy 9 cm Flugzeugabwehrkanone 309/1(i) jelöléssel látták el. A lövegek egy részét Németország légvédelmére használták, másokat Olaszországban vetettek be.

## Összehasonlítás a német 8,8 cm-es löveggel
Habár a német 8,8 cm FlaK 36 löveg sokkal híresebb és ismertebb, a Cannone da 90/53 kétségtelenül a második világháború egyik legkitűnőbb légvédelmi és páncéltörő lövege volt, egyes tulajdonságaiban még a német vetélytársát is felülmúlta:
- A 90/53 lövegcsöve egy részből állt, míg a 8,8 cm-es lövegé két részből épült fel, ezzel egyszerűbbé téve a gyártását.
- A 90/53 nagyobb lövedéket tüzelt: 90 mm-es 10,33 kg-os lövedéket alkalmaztak, míg a FlaK 36-hoz 88 mm-es 9,2 kg-os lövedékeket.
- A 90/53 csőtorkolati sebessége nagyobb volt, 840 m/s, riválisáé pedig 790 m/s.
- A 90/53 lőtávolsága 12 000 méter, míg a 8,8 cm-esé 10 600 méter, habár a FlaK 36 7900 méteres távolság fölött már nem volt igazán hatásos.
- A 90/53 nem rendelkezett kifinomult tűzvezető rendszerrel, amellyel a kései 8,8 cm-es típusok el voltak látva, de ezek a rendszerek megbízhatatlanok és problémásak voltak, míg a 90/53 kevésbé bonyolult tűzvezető rendszere sokkal megbízhatóbb volt, igaz nem olyan pontos.

## Fordítás
- Ez a szócikk részben vagy egészben  a   Cannone da 90/53 című angol Wikipédia-szócikk ezen változatának fordításán alapul.  Az eredeti cikk szerkesztőit annak laptörténete sorolja fel. Ez a jelzés csupán a megfogalmazás eredetét és a szerzői jogokat jelzi, nem szolgál a cikkben szereplő információk forrásmegjelöléseként.